# 郝能吉
郝能吉，中华人民共和国政治人物、全国脱贫攻坚先进个人。

## 生平
郝能吉任夏县裴介镇裴介村村民，昌鑫葡萄种植专业合作社理事长。因在脱贫攻坚战中作出突出贡献，2021年2月25日全国脱贫攻坚总结表彰大会上，郝能吉被授予“全国脱贫攻坚先进个人”。